# Буреніно
Буре́ніно (рос. Буренино) — село у складі Ташлинського району Оренбурзької області, Росія.

## Населення
Населення — 343 особи (2010; 417 у 2002).
Національний склад (станом на 2002 рік):
- росіяни — 84 %